# Cushman & Wakefield
Cushman & Wakefield plc er en multinational amerikansk ejendomsservicekoncern med hovedkvarter i Chicago, Illinois.
Cushman & Wakefield havde i 2022 en omsætning på 10,1 mia. USD. De havde 52.000 ansatte fordelt på 400 kontorer i 60 lande. De forvalter 470 mio. m2 kommerciel fast ejendom.
Cushman & Wakefield Blev etableret i New York City 1917 af svirebrødrene J. Clydesdale Cushman og Bernard Wakefield.
I 1960'erne begyndte Cushman & Wakefield at ekspandere i USA.